# Palazzo Del Medico
Palazzo Del Medico è un palazzo di Carrara dell'inizio del Settecento, situato in piazza Alberica 5.

## Storia
Palazzo Del Medico fu costruito in stile barocco su progetto dell'architetto ducale Alessandro Bergamini, sul lato lungo occidentale della piazza Alberica, gli interni sono ricchi di stucchi e bassorilievi marmorei. L'imponente facciata si sviluppa a nove assi di finestre per quattro piani di altezza, con cornici e festoni marmorei sullo sfondo dell'intonaco rosso Cybeo e stemma di famiglia al centro. Nel 1783 i Del Medico ospitarono Antonio Canova durante la sua visita a Carrara. Il palazzo ospitò il 4 aprile 1843, e il 29 luglio 1851 la Real Corte Estense, l’Imperatrice Maria Anna ed i reali Infanti di Spagna.

### La famiglia

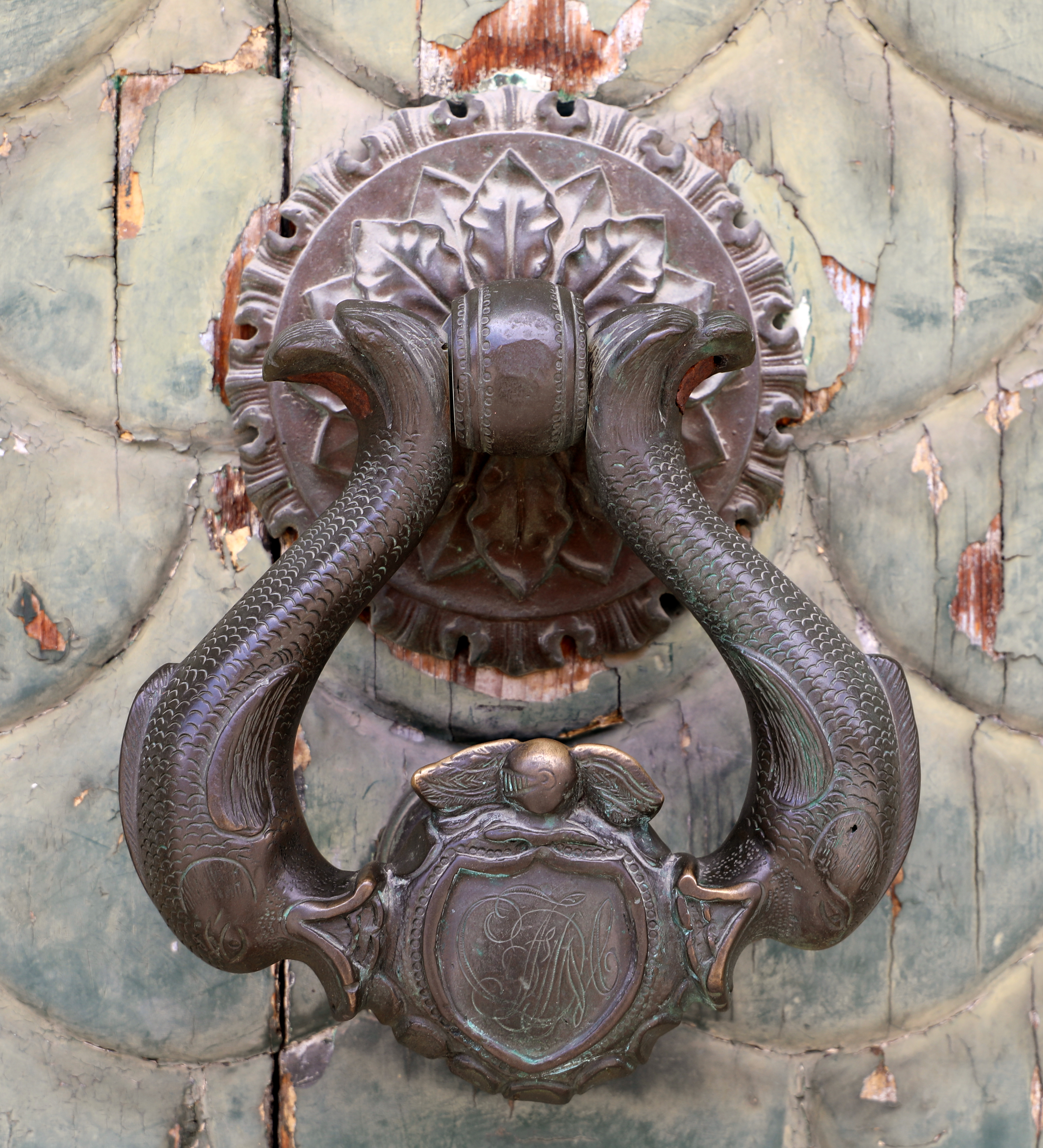
Stemma familiare sulla maniglia di palazzo Del Medico

La famiglia Del Medico fu un'antica e nobile famiglia di Carrara. Il capostipite della dinastia fu Fabio da Seravezza, Capitano delle milizie di Cosimo I Medici, da cui il cognome "del Medico".  I Del Medico sono stati fra i maggiori proprietari delle cave di marmo di Carrara. A partire dal 1624 aprirono una cava di marmo statuario nella zona del Polvaccio. Dalle cave dell’Amministrazione, anch'esse appartenute alla famiglia Del Medico, furono estratti i marmi che ornano il Palazzo Reale di Madrid. Gli fu concesso il titolo di Conte (masch.) con decreto estense del 4 Agosto 1733, ed aggregati al patriziato pisano con motuproprio del Granduca Pietro Leopoldo del 15 dicembre 1771. Il conte abate Antonio Del Medico (1705-1776) tenne a Napoli, a partire dal 1756 e per oltre un trentennio, commercio dei marmi, che faceva giungere via mare da Carrara, rifornendo i palazzi reali e la Reggia di Caserta.  Il conte Francesco Antonio Del Medico Staffetti (1727-1813), Nobile di Pisa e Nobile di Novellara, Gentiluomo di Camera del Duca di Modena, fu da questi inviato in missione la corte di Francia dove conquistò la stima di Luigi XV. Dal 1758 fu nominato Colonnello delle truppe del Ducato di Modena, indi Comandante generale e Ciambellano estense. In seguitò passò presso la corte di Federico II di Prussia, che lo inviò presso varie corti italiane, dove curò anche gli affari familiari riuscendo ad ottenere importanti commissioni per le forniture di marmi di Carrara.
Furono i Del Medico a chiedere nel 1846 al Duca  Francesco IV di Modena il permesso di costruire una ferrovia marmifera.  Il conte Andrea Del Medico Staffetti (nato a Carrara 1-2-1810, morto a Roma 3-2-1889), fu Commissario Granducale Toscano per Massa e Carrara per il periodo 1848-1849, e con l’unità d’Italia Deputato al Parlamento Nazionale e Cavaliere Mauriziano.
Il conte Carlo Del Medico Staffetti (1865-1941) fu direttore del Museo e della Pinacoteca della Accademia di belle arti di Carrara, Cavaliere Ufficiale dell'Ordine della Corona d’Italia (1925) e  Commendatore dell'Ordine della Corona d’Italia (1935).
Ai conti Del Medico Staffetti appartenne anche la villa Del Medico a Fossola, alle pendici del Castello di Moneta, l’antico castello dei marchesi Pisani. Estintasi la linea maschile, il cognome Del Medico Staffetti è  stato aggiunto nel 1976 dagli eredi in linea femminile Sarteschi (Sarteschi Del Medico Staffetti), nobili di Pontremoli

## Note

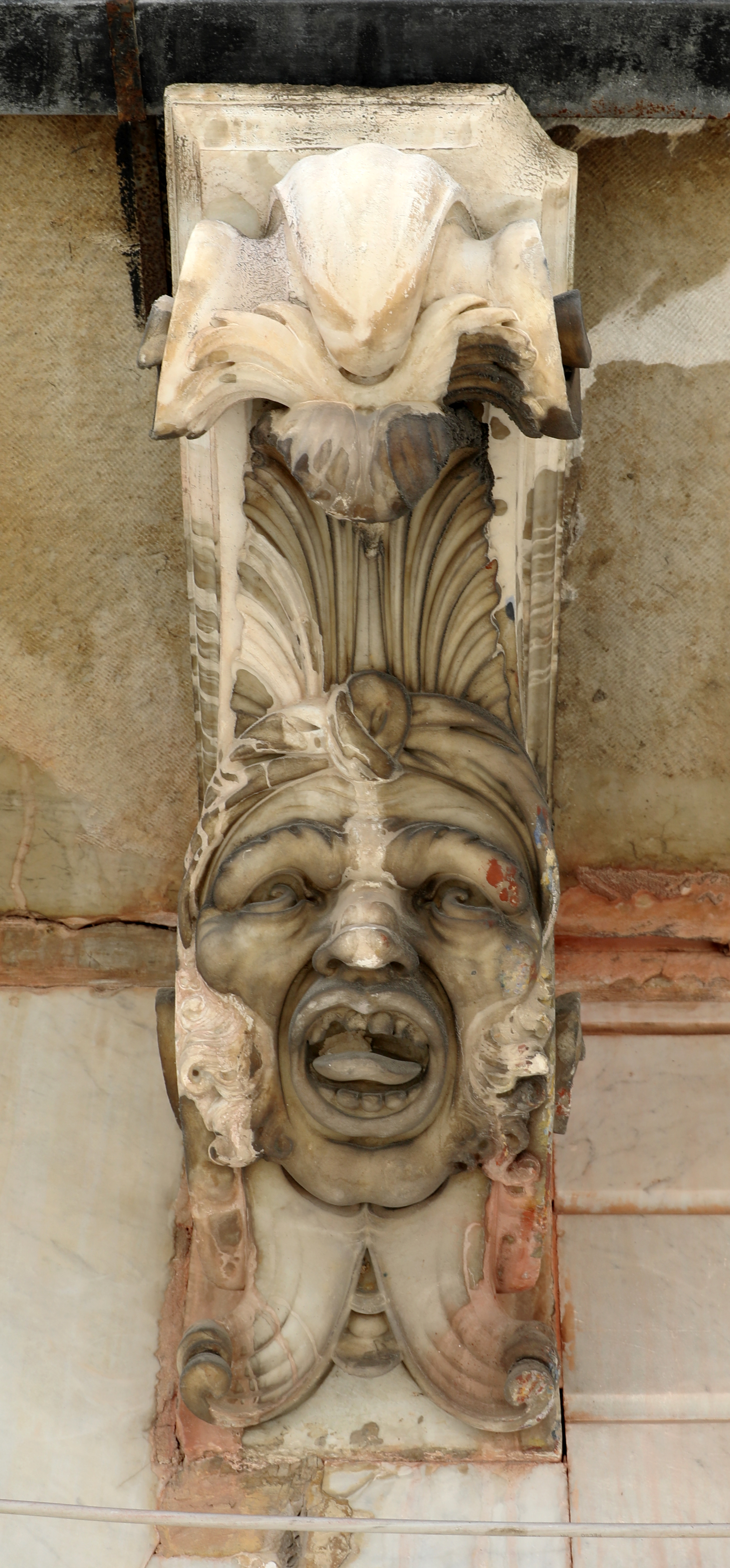
Mensola del terrazzo con mascherone